# Мивоки
Мивоки, Miwok, Miwuk, Mi-Wuk, Me-Wuk — общее название нескольких групп индейцев Северной Калифорнии, говорящих на различных языках мивокской группы утийской семьи. Слово Miwok означает «люди» на их языках.

## Подгруппы
В рамках мивокского этноса выделяются 4 культурно-географические группы:
- Мивоки равнин и сьерры — от западных склонов и подножий Сьерра-Невады, долины Сакраменто, долины Сан-Хоакин и до дельты рек Сакраменто и Сан-Хоакин.
- Прибрежные мивоки[англ.] — от современного округа Марин и до округа Сонома.
- Озёрные мивоки — бассейн озера Клир-Лейк в округе Лейк.
- Мивоки залива — округ Контра-Коста.

## Культура
До контакта с европейцами в 1769 году мивоки традиционно занимались охотой и собирательством, жили небольшими группами без централизованной власти.
В целом мифология и предания мивоков очень похожи на мифологию других народов Северной Калифорнии. Мивоки верили в души людей и животных, и считали души животных своими предками. Богом-творцом и тотемным предком племени они считали Койота.
В 1770, по оценкам А. Крёбера, насчитывалось около 500 озёрных мивоков, 1500 прибрежных мивоков, 9000 мивоков равнин и сьерры, и в целом около 11 000 человек, хотя он не принял в расчёт мивоков залива. Согласно переписи 1910 г. было насчитано всего 670 мивоков в целом, а по переписи 1930 г. — 491.

## Археология
В 2008 году в округе Калаверас в Калифорнии были обнаружены артефакты возрастом около 5 тыс. лет, предположительно относящиеся к предкам мивоков. В соответствии с Законом о защите и репатриации могил коренных американцев предполагается в последующем совершить торжественное перезахоронение артефактов.